# Gerhard Stöck
Gerhard Stöck, nemški častnik in atlet, * 28. julij 1910, Schönlanke, † 29. marec 1985, Hamburg.
Stöck je bil vsestranski atlet, saj je tekmoval v metu kopja, suvanju krogle, peteroboju in deseteroboju.

## Življenjepis
Leta 1933 je vstopil v SA, v katerem je leta 1944 dosegel čin Strumbannführerja.
Leta 1935 je postal študentski svetovni prvak v mestu kopja in peteroboju. 28. avgusta tega leta je v Helsinkih postavil državni rekord v metu kopja (73,96), ki je ostal nepresežen kar 19 let.
Na poletnih olimpijskih igrah leta 1936 je 6. avgusta 1936 z metom kopja na 71,84 m osvojil zlato medaljo. Z 15,76 m pri metu krogle je osvojil še bronasto medaljo.
Dve leti pozneje je na nemškem državnem prvenstvu osvojil svojo prvo zlato medaljo v metu kopja, po seriji petih srebrnih medalj med letoma 1933 in 1937.
Leta 1939 je postal študentski svetovni prvak v metu krogle in podprvak Nemčije v metu kopja.
Med drugo svetovno vojno je bil častnik Heera; bil je v sestavi 6. armade.
Pri metu krogle je bil v letih 1935, 1936, 1938 in 1947 podprvak Nemčije; leta 1946 je osvojil tretje mesto.
Leta 1935 je bil tudi državni podprvak v peteroboju. 
Leta 1948 je končal aktivno športno kariero. Postal je športni pedagog in na poletnih olimpijskih igrah leta 1956 in 1960 je bil šef ekipe Nemčije, leta 1964 pa namestnik šefa.